# 泉南市
泉南市（せんなんし）は、大阪府の泉南地域に位置する市。
人口は約6万人。
沖合の関西国際空港の一部も市域とし、空港に関する産業活性化が図られている。
キャッチフレーズは「豊かな環境・支えあい、人を大切にする泉南市 〜みんなで夢を紡ぐ 生活創造都市〜」。

## 地理

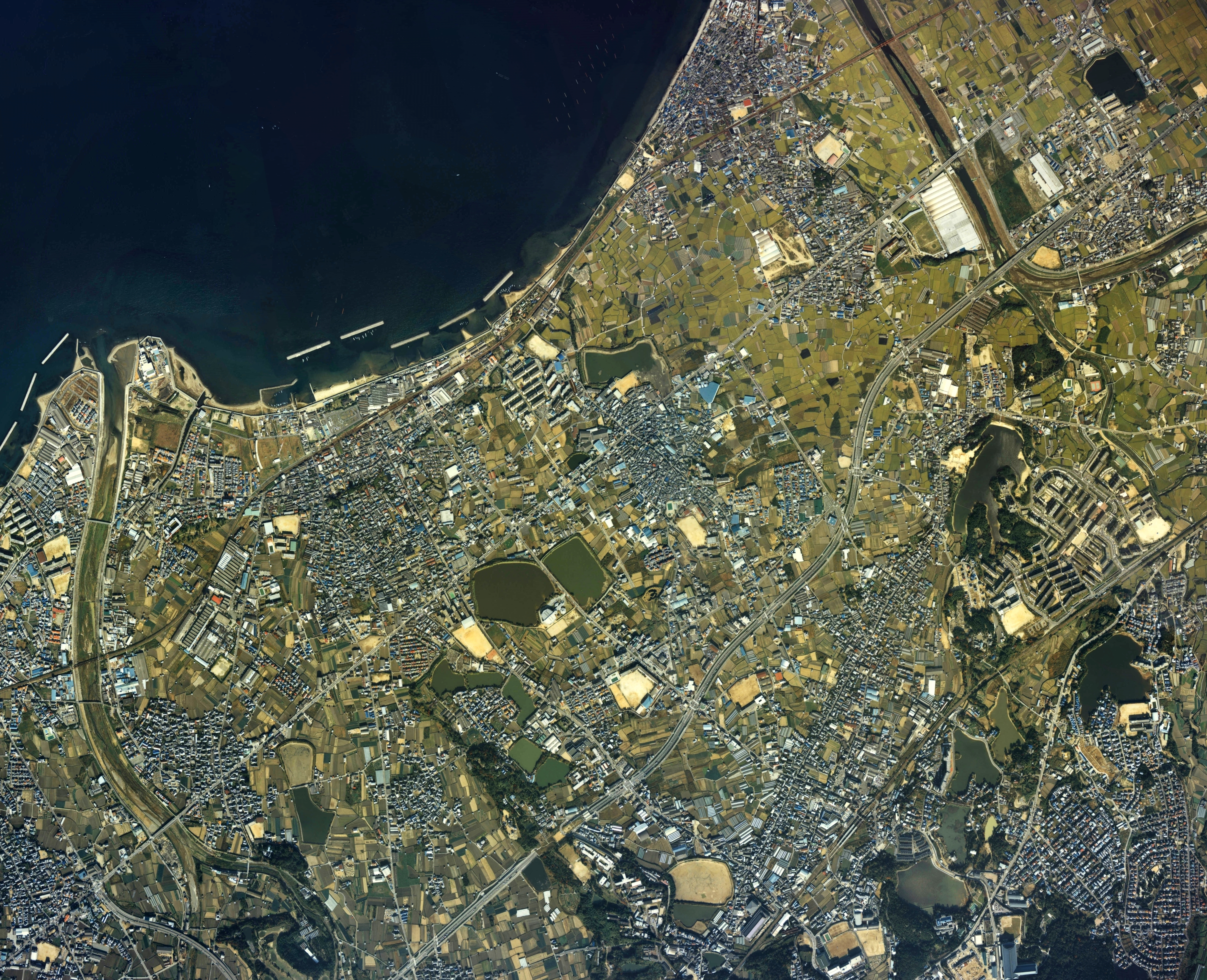
泉南市中心部周辺の空中写真。1985年撮影の8枚を合成作成。。

- 大阪府の南西部に位置する。市域の北西は大阪湾に面し、南東は和泉山脈を境に和歌山県紀の川市・岩出市と接している。北東はいずれも大阪府内で田尻町・泉佐野市と、南西は阪南市にそれぞれ隣接している。なお、関西国際空港の南部約3分の1は泉南市域となっており、同空港は、市の経済を支えている。
- 大きく山地、丘陵部、および平野部に分けられる。市の南縁を区切る和泉山脈から連なる山地部には低い山が多く、泉南市内で最も標高の高いボンデン山でも標高は468.7mである。
- 気候は瀬戸内式気候に属し、気温は年平均15℃程度で、年降水量も1,000 - 1,200mmと比較的温暖な環境なので農業にも適している。植生はほとんどが二次林で、コナラ林、アカマツ林、竹林などで占められている。

## 歴史
市域は日根郡に含まれ、古代の呼唹（おの）郷にあたる。市西部の男里にある男神社（おのじんじゃ）の境外摂社浜宮（元宮）は、日本神話の神武東征において、五瀬命が雄叫びをした雄水門（おのみなと）の比定地のひとつである。
江戸時代には岸和田藩領、同預かり地、京都守護職役知、淀藩領、社領が入り組む畿内型であった。
社領は1868年から大阪府、他は1871年7月の廃藩置県により岸和田県などとなり、11月から堺県、そして1881年から大阪府の行政下となった。
ほんみちが1977年（昭和52年）に大阪府泉南市牧野の礼拝所、泉南神殿を建設。さらに、1987年（昭和62年）には神殿に大規模な礼拝所を建設した。信者の子供は高校進学をせずに中学を出たら信者になるために、泉南市の公立中学校卒業者の高校進学率は87.7％（令和4年度 大阪の学校統計 - 大阪府総務部統計課）と、大阪府内で最も低い。また、信者は月の何日かは泉南市などの作業所で働くために職業が制限されてしまっている。

### 年表
- 1956年（昭和31年）9月30日 - 泉南郡樽井町、信達町、雄信達村、新家村、鳴滝村及び西信達村が合併して、泉南郡泉南町が発足する。
- 1970年（昭和45年）7月1日 - 大阪府下32番目（四條畷市と同日）となる市制施行して、泉南市となる。

### 市町村合併
- 泉州南合併協議会（泉佐野市、泉南市、阪南市、田尻町、岬町で構成）で合併が検討されていたが、住民投票の結果、泉南市・阪南市・田尻町側で反対票が賛成票を上回ったため、協議会自体は2004年9月30日に廃止、解散。

## 地域

### 人口
平成27年国勢調査より前回調査からの人口増減をみると、3.05%減の62,438人であり、増減率は府下43市町村中27位、72行政区域中50位。
| |                                        |  |
| 泉南市と全国の年齢別人口分布（2005年） | 泉南市の年齢・男女別人口分布（2005年） |  |
| ■紫色 ― 泉南市 ■緑色 ― 日本全国 | ■青色 ― 男性 ■赤色 ― 女性              |  |
| 泉南市（に相当する地域）の人口の推移 \| 1970年（昭和45年） \| 38,206人 \| \| \| 1975年（昭和50年） \| 46,741人 \| \| \| 1980年（昭和55年） \| 53,324人 \| \| \| 1985年（昭和60年） \| 60,059人 \| \| \| 1990年（平成2年） \| 60,065人 \| \| \| 1995年（平成7年） \| 61,688人 \| \| \| 2000年（平成12年） \| 64,152人 \| \| \| 2005年（平成17年） \| 64,683人 \| \| \| 2010年（平成22年） \| 64,403人 \| \| \| 2015年（平成27年） \| 62,438人 \| \| \| 2020年（令和2年） \| 60,102人 \| \| |                                        |  |
| 総務省統計局 国勢調査より |                                        |  |
| 1970年（昭和45年） | 38,206人                               |  |
| 1975年（昭和50年） | 46,741人                               |  |
| 1980年（昭和55年） | 53,324人                               |  |
| 1985年（昭和60年） | 60,059人                               |  |
| 1990年（平成2年） | 60,065人                               |  |
| 1995年（平成7年） | 61,688人                               |  |
| 2000年（平成12年） | 64,152人                               |  |
| 2005年（平成17年） | 64,683人                               |  |
| 2010年（平成22年） | 64,403人                               |  |
| 2015年（平成27年） | 62,438人                               |  |
| 2020年（令和2年） | 60,102人                               |  |

### 現行行政町名
泉南市では、一部の区域で住居表示に関する法律に基づく住居表示が実施されている。
| 町名         | 町名の読み               | 町の区域新設年月日 | 住居表示実施年月日 | 住居表示実施前の町名等                       | 備考 |
| ------------ | ------------------------ | ------------------ | ------------------ | -------------------------------------------- | ---- |
| 新家         | しんげ                   | 1956年9月30日      | 未実施             |                                              |      |
| 兎田         | うさいだ                 | 1956年9月30日      | 未実施             |                                              |      |
| 別所         | べっしょ                 | 1956年9月30日      | 未実施             |                                              |      |
| 信達大苗代   | しんだちおのしろ         | 1956年9月30日      | 未実施             |                                              |      |
| 信達市場     | しんだちいちば           | 1956年9月30日      | 未実施             |                                              |      |
| 信達牧野     | しんだちまきの           | 1956年9月30日      | 未実施             |                                              |      |
| 信達岡中     | しんだちおかなか         | 1956年9月30日      | 未実施             |                                              |      |
| 信達六尾     | しんだちむつお           | 1956年9月30日      | 未実施             |                                              |      |
| 信達金熊寺   | しんだちきんゆうじ       | 1956年9月30日      | 未実施             |                                              |      |
| 信達童子畑   | しんだちわらずはた       | 1956年9月30日      | 未実施             |                                              |      |
| 信達楠畑     | しんだちくすばた         | 1956年9月30日      | 未実施             |                                              |      |
| 信達葛畑     | しんだちつづらばた       | 1956年9月30日      | 未実施             |                                              |      |
| 男里         | おのさと                 | 1956年9月30日      | 未実施             |                                              |      |
| 男里一丁目   | おのさと                 | 1996年1月22日      | 未実施             |                                              |      |
| 男里二丁目   | おのさと                 | 1996年1月22日      | 未実施             |                                              |      |
| 男里三丁目   | おのさと                 | 1996年1月22日      | 1996年1月22日      | 男里の一部                                   |      |
| 男里四丁目   | おのさと                 | 1996年1月22日      | 1996年1月22日      | 男里の一部                                   |      |
| 男里五丁目   | おのさと                 | 1996年1月22日      | 1996年1月22日      | 男里の一部                                   |      |
| 男里六丁目   | おのさと                 | 1996年1月22日      | 1996年1月22日      | 男里の一部                                   |      |
| 男里七丁目   | おのさと                 | 1996年1月22日      | 1996年1月22日      | 男里、樽井の各一部                           |      |
| 幡代         | はたしろ                 | 1956年9月30日      | 未実施             |                                              |      |
| 幡代一丁目   | はたしろ                 | 1996年1月22日      | 1996年1月22日      | 幡代、男里、馬場、信達岡中の各一部           |      |
| 幡代二丁目   | はたしろ                 | 1996年1月22日      | 1996年1月22日      | 幡代、信達岡中の各一部                       |      |
| 幡代三丁目   | はたしろ                 | 1996年1月22日      | 未実施             |                                              |      |
| 馬場         | ばば                     | 1956年9月30日      | 未実施             |                                              |      |
| 馬場一丁目   | ばば                     | 1996年1月22日      | 1996年1月22日      | 馬場、樽井、信達牧野の各一部                 |      |
| 馬場二丁目   | ばば                     | 1996年1月22日      | 1996年1月22日      | 馬場、男里、幡代、樽井、信達牧野の各一部     |      |
| 馬場三丁目   | ばば                     | 1996年1月22日      | 未実施             |                                              |      |
| 樽井         | たるい                   | 1956年9月30日      | 未実施             |                                              |      |
| 樽井一丁目   | たるい                   | 1993年11月22日     | 1993年11月22日     | 樽井、信達市場、信達牧野の各一部             |      |
| 樽井二丁目   | たるい                   | 1993年11月22日     | 1993年11月22日     | 樽井、信達市場、信達牧野、馬場の各一部       |      |
| 樽井三丁目   | たるい                   | 1993年11月22日     | 1993年11月22日     | 樽井、信達市場、馬場、男里の各一部           |      |
| 樽井四丁目   | たるい                   | 1993年11月22日     | 1993年11月22日     | 樽井、男里の各一部                           |      |
| 樽井五丁目   | たるい                   | 1993年11月22日     | 1993年11月22日     | 樽井の一部                                   |      |
| 樽井六丁目   | たるい                   | 1993年11月22日     | 1993年11月22日     | 樽井の一部                                   |      |
| 樽井七丁目   | たるい                   | 1993年11月22日     | 1993年11月22日     | 樽井の一部                                   |      |
| 樽井八丁目   | たるい                   | 1993年11月22日     | 1993年11月22日     | 樽井、鳴滝、岡田、中小路の各一部             |      |
| 樽井九丁目   | たるい                   | 1993年11月22日     | 1993年11月22日     | 樽井、鳴滝、信達市場、信達牧野の各一部       |      |
| 鳴滝         | なるたき                 | 1956年9月30日      | 未実施             |                                              |      |
| 鳴滝一丁目   | なるたき                 | 1992年11月24日     | 1992年11月24日     | 鳴滝の一部                                   |      |
| 鳴滝二丁目   | なるたき                 | 1992年11月24日     | 1992年11月24日     | 鳴滝の一部                                   |      |
| 鳴滝三丁目   | なるたき                 | 1992年11月24日     | 1992年11月24日     | 鳴滝の一部                                   |      |
| 岡田         | おかだ                   | 1956年9月30日      | 未実施             |                                              |      |
| 岡田一丁目   | おかだ                   | 1991年11月25日     | 未実施             |                                              |      |
| 岡田二丁目   | おかだ                   | 1991年11月25日     | 未実施             |                                              |      |
| 岡田三丁目   | おかだ                   | 1991年11月25日     | 1991年11月25日     | 岡田、北野、中小路の各一部                   |      |
| 岡田四丁目   | おかだ                   | 1991年11月25日     | 未実施             |                                              |      |
| 岡田五丁目   | おかだ                   | 1991年11月25日     | 1991年11月25日     | 岡田の一部                                   |      |
| 岡田六丁目   | おかだ                   | 1991年11月25日     | 1991年11月25日     | 岡田の一部                                   |      |
| 岡田七丁目   | おかだ                   | 1991年11月25日     | 未実施             |                                              |      |
| 北野         | きたの                   | 1956年9月30日      | 未実施             |                                              |      |
| 北野一丁目   | きたの                   | 1991年11月25日     | 1991年11月25日     | 岡田、北野、中小路の各一部                   |      |
| 北野二丁目   | きたの                   | 1991年11月25日     | 1991年11月25日     | 岡田、北野、中小路、信達大苗代の各一部       |      |
| 中小路       | なこうじ                 | 1956年9月30日      | 未実施             |                                              |      |
| 中小路一丁目 | なこうじ                 | 1991年11月25日     | 1991年11月25日     | 岡田、北野、中小路、信達大苗代の各一部       |      |
| 中小路二丁目 | なこうじ                 | 1991年11月25日     | 未実施             |                                              |      |
| 中小路三丁目 | なこうじ                 | 1991年11月25日     | 1991年11月25日     | 岡田、北野、中小路、信達大苗代、鳴滝の各一部 |      |
| りんくう南浜 | りんくうみなみはま       | 年月日             | 未実施             |                                              |      |
| 泉州空港南   | せんしゅうくうこうみなみ | 年月日             | 未実施             |                                              |      |

## 行政・立法
- 市長：山本優真（2022年5月22日就任、1期目）

### 歴代市長
特記なき場合『日本の歴代市長 : 市制施行百年の歩み』などによる。
| 代 | 氏名       | 就任                      | 退任                      | 備考       |
| -- | ---------- | ------------------------- | ------------------------- | ---------- |
| 1  | 上林久雄   | 1970年（昭和45年）7月1日  | 1970年（昭和45年）8月25日 | 旧泉南町長 |
| 2  | 浅羽富造   | 1970年（昭和45年）8月26日 | 1974年（昭和49年）8月25日 |            |
| 3  | 稲留照雄   | 1974年（昭和49年）8月26日 | 1986年（昭和61年）8月25日 |            |
| 4  | 平島仁三郎 | 1986年（昭和61年）8月26日 | 1994年（平成6年）4月2日   |            |
| 5  | 向井通彦   | 1994年（平成6年）5月22日  | 2014年（平成26年）5月21日 |            |
| 6  | 竹中勇人   | 2014年（平成26年）5月22日 | 2022年（令和4年）5月21日  |            |
| 7  | 山本優真   | 2022年（令和4年）5月22日  | 現職                      |            |

### 市議会
- 定数：15名（欠員1名）
- 任期：2020年（令和2年）10月28日～2024年（令和6年）10月27日
- 議長：田畑仁（自由民主党、4期）
- 副議長：堀口和弘（自由民主党、2期）

| 会派名       | 議席数 | 議員名（◎は幹事長、〇は副幹事長）         |
| ------------ | ------ | ----------------------------------------- |
| 大阪維新の会 | 4      | ◎石橋正敏、〇井上実、古谷公俊、谷藤麻由奈 |
| 公明党       | 3      | ◎澁谷昌子、〇岡田好子、竹田光良           |
| 第一新風会   | 2      | ◎谷展和、〇添田詩織                       |
| 第二新風会   | 2      | ◎河部優、○田畑仁                          |
| 日本共産党   | 2      | ◎大森和夫、○楠成明                        |
| 未来せんなん | 2      | ◎森裕文、○堀口和弘                        |

※2022年4月25日現在。

### 衆議院
- 選挙区：大阪府第19区 （泉南市・貝塚市・泉南郡・阪南市・泉佐野市）
- 任期：2021年（令和3年）10月31日-（「第49回衆議院議員総選挙」参照）

| 議員名   | 党派名       | 当選回数 | 備考     |
| -------- | ------------ | -------- | -------- |
| 伊東信久 | 日本維新の会 | 3        | 選挙区   |
| 谷川とむ | 自由民主党   | 3        | 比例復活 |

## 経済

### 産業
1994年（平成6年）の関西国際空港の開港以降、泉南市は、活気あふれる産業のまちになりつつある。

### 関西国際空港
空港の泉南市域部分は国際航空貨物エリア、機内食エリア等にあたるが、
全域が保安区域のため一般人は入る事はできない。

#### 航空貨物関連
- 日航関西エアカーゴシステム
- ANAロジスティクサービス
- キャセイ関西ターミナルサービス
- 関西エアカーゴセンター

以上貨物グランドハンドリング
- 郵船航空サービス
- 日通航空
- DHL エクスプレス
- FedEx エクスプレス
- 航空集配サービス 生鮮上屋
- 阪急エクスプレス

以上専用上屋を持つフォワーダー等
その他、第1、第2、第3の各国際代理店ビル内に沢山の航空貨物関連企業がある。

#### 機内食関連
- エイエイエスケータリング
- 関西インフライトケイタリング

#### 給油・環境関連
- 関西国際空港給油 航空燃料
- 関西国際空港施設エンジニア クリーンセンター、浄化センター

### 漁業
- 岡田漁港‐毎週日曜日に青空市場（朝市）が開催される
- 樽井漁港

### 郵便
集配郵便局
- 泉南郵便局 - 泉南市樽井7-26-1
- 大阪国際郵便局 - 泉南市泉州空港南1

無集配郵便局
- 泉南新家郵便局
- 泉南砂川郵便局
- 信達大苗代郵便局

- 泉南一丘郵便局
- 泉南樽井郵便局

- 泉南信達牧野郵便局
- 西信達郵便局

簡易郵便局
- 泉南新家南簡易郵便局

- 泉南信達東簡易郵便局

- 鳴滝簡易郵便局

### 泉南市で事業を営む主な企業
- 関西エアポート株式会社 - 泉南市泉州空港南
24時間営業の国際空港、「関西国際空港」の運営会社。2016年4月に新関西国際空港より運営権が移管された。また「大阪国際空港」も運営している。関西国際空港は泉南市及び隣接する泉南郡田尻町、泉佐野市の2市1町に跨るが、登記上の本店は大阪府大阪市西区西本町1丁目4-1であるが、事務所は大阪府泉佐野市泉州空港北1番地の新関西国際空港会社ビルにある。現在、泉南市にとっての関西国際空港は、市を支える貴重な税収となっている。

### 商業
- イオンモールりんくう泉南
イオングループのショッピングモール

オークワスカイシティ泉南店(2014年に閉店)

## 姉妹都市・提携都市
- 龍神村（和歌山県、現在の田辺市龍神村）
  - 2000年（平成12年）7月1日 姉妹都市提携。

## 公共施設

### 市の施設

#### 図書館や文化施設など（主なもの）
- 泉南市埋蔵文化財センター - 泉南市信達大苗代374-4
- 泉南市立公民館
  - 新家公民館 - 泉南市新家2948
  - 西信達公民館 - 泉南市岡田3-9-7
  - 信達公民館 - 泉南市信達牧野413
  - 樽井公民館 - 泉南市樽井6-11-16
- 泉南市立図書館 - 泉南市馬場1-2-1
- 泉南市立文化ホール - 泉南市馬場1-2-1
- 泉南市立市民体育館 - 泉南市樽井2-26-1
- 泉南市立りんくう体育館 - 泉南市りんくう南浜2
- 泉南市立泉南市民球場 - 泉南市りんくう南浜2
- 泉南市立なみはやグラウンド - 泉南市りんくう南浜2
- 泉南市立双子川テニスコート - 泉南市信達大苗代160
- りんくう南浜2号緑地テニスコート - 泉南市りんくう南浜2-211
- 泉南市立俵池公園グラウンド - 泉南市信達牧野1710-1
- 泉南市立青少年センター - 泉南市樽井8-13-18

#### 防災
- 泉州南消防組合（消防広域化前は泉南市消防本部） - 泉南市信達市場2012-1 公式サイト
  - 泉南市消防署東出張所 - 信達市場916-1

#### 健康・福祉施設
- 泉南市総合福祉センター - 泉南市樽井1-8-47
- 泉南市立保健センター - 泉南市信達市場1584-1
- 泉南市の施設等一覧

#### その他施設
- 泉南市農業公園（花咲きファーム） - 泉南市泉南市幡代2001
- 泉南阪南共立火葬場 - 泉南市信達市場2464-26

### 府・国の施設
- 大阪税関関西空港税関支署
  - 関西空港地方合同庁舎 - 泉南市泉州空港南1番地
- 大阪府警察 泉南警察署 -（阪南市尾崎町70）
  - 泉南警察署は、泉南市、阪南市、泉南郡岬町の計2市1町を管轄している。署名に『泉南』と名乗っているが、署自体は隣の阪南市にある[注 1]。
- 大阪府立砂川厚生福祉センター - 泉南市馬場3-1566

## 教育

### 高等学校
- 大阪府立りんくう翔南高等学校

### 中学校
- 泉南市立泉南中学校
- 泉南市立信達中学校
- 泉南市立西信達中学校
- 泉南市立一丘中学校

※ほんみち信者の子どもは高校進学をせず、中学校を卒業後は信者になるために、泉南市の公立中学校卒業者の高校進学率は87.7％（令和4年度 大阪の学校統計 - 大阪府総務部統計課）と、大阪府内で最も低い。

### 小学校
- 泉南市立樽井小学校
- 泉南市立信達小学校
- 泉南市立西信達小学校
- 泉南市立雄信小学校
- 泉南市立砂川小学校
- 泉南市立一丘小学校
- 泉南市立新家小学校
- 泉南市立新家東小学校
- 泉南市立鳴滝小学校[4]
- 泉南市立東小学校

### 特別支援学校
- 大阪府立泉南支援学校
- 大阪府立すながわ高等支援学校

## 交通

### 空港
- 関西国際空港（ただし泉南市に属する区域は国際貨物ターミナルなどで一般人は入れない）

### 鉄道路線
- 西日本旅客鉄道　
  - 阪和線（至：天王寺駅、大阪方面） - 新家駅 - 和泉砂川駅 - （至：和歌山駅、和歌山方面）
- 南海電気鉄道
  - 南海本線（至：難波駅、大阪方面） - 岡田浦駅 - 樽井駅 - （至：和歌山市駅、和歌山方面）
- 中心となる駅：JR和泉砂川駅

※JTB時刻表には当駅が中心駅として記載

### バス路線
特徴として、市内のほとんどの路線がイオンモールりんくう泉南に乗り入れている。
- 南海ウイングバス
- 和歌山バス那賀（岩出樽井線、岩出りんくう線）
- 泉南市コミュニティバス（さわやかバス）

### 道路

#### 高速道路
- 阪和自動車道
  - 泉南IC（松原方面のみのハーフインターチェンジ。和歌山方面からは阪南市にある阪南ICを利用）

#### 一般国道
- 国道26号

#### 大阪府道
- 府道泉佐野岩出線
- 府道泉佐野岩出線（新線）
- 府道堺阪南線
- 府道泉佐野打田線（旧線）
- 府道大阪和泉泉南線

## 名所・旧跡・観光スポット・祭事・催事

### 文化財・名所旧跡など

#### 博物館
- 古代史博物館・泉南市埋蔵文化財センター

#### 史跡
- 樫井古戦場跡（大坂夏の陣）
- 厩戸王子跡
- 信達宿本陣跡
- 砂川奇勝
- 海会寺跡（国の史跡）
- 山田家住宅（国の登録有形文化財）

#### 寺院
- 長慶寺 - 和泉西国三十三箇所
- 林昌寺 - 和泉西国三十三箇所、重森三玲作「法林の庭」
- 一岡神社
- 往生院 - 和泉西国三十三箇所
- 金熊寺 - 梅林（金熊寺梅林）で著名
- 市場稲荷神社
- 里外神社
- 茅渟神社

#### 公園
- 泉南市農業公園（花咲きファーム） - 2019年現在はイングリッシュローズガーデンとしてリニューアル[5]
- SENNAN LONGPARK - 2020年7月に開業。アクティブゾーン・コミュニティゾーン・マルシェゾーン・グランピングゾーン・グラウンドゴルフ場で構成[6]。

#### その他
- マーブルビーチ（日本の夕陽百選に選出、大阪府初の恋人の聖地）
- りんくう南浜海水浴場（通称、樽井サザンビーチ。日本の夕陽百選に選出）
- ほんみち泉南神殿
- 梶本家（藤の花園）関西ローカルの地上波放送で中継される。
- 霊法会泉南講堂

### 秋祭り - やぐら曳行
毎年10月の第1土曜に市役所の前でパレードが実施されている。本祭は第2土曜・日曜日に行われ泉南市内では各地区にて一斉に「やぐら」を曳行し祭礼を盛り上げる。泉南市には信達地区（大苗代、市場、牧野、岡中、金熊寺、童子、計6台）、樽井地区（獅子、宮元、濱中、戎福中、計4台）、西信達地区（北野、陸宮本、岡田西組、岡田中組、岡田北組、計5台）、雄信達地区（男里南組、男里北組、馬場、幡代、計4台）、鳴滝地区（鳴滝　計1台、先代も現存）の5地区あり、合計20台のやぐらを曳行している。泉南市内のやぐらは、ケヤキ造りで大型のものから桧造りで小型のものまで大きさは様々で、その造りによってやぐらの曳き方も地区によって様々である。

## 著名な出身者
- 駒澤李佳 - 女子ホッケー選手（アテネオリンピック・北京オリンピック日本代表）
- KLUTCH - ヒップホップユニット・ET-KINGメンバー
- DJ BOOBY - ET-KINGメンバー
- 中村隆之 - テレビ和歌山アナウンサー
- 森谷威夫 - KBS京都アナウンサー
- 田原晃司 - 埼玉西武ライオンズ所属元プロ野球選手
- 輝優優 - 女子プロレスラー
- 緒方汐音 - プロボクサー
- 石塚知生 - 作曲家
- 上山容弘 - トランポリン選手（北京オリンピック日本代表）
- 中島省吾 - アンソロジー作家
- 杉野公彦 - 株式会社ラウンドワン代表取締役社長
- ZAZY - お笑い芸人
- 堀口武視 - 政治家
- 祐代朗功 - 吉本新喜劇座員
- 谷正太郎 - 起業家、クリエーターマネージャー、DJ、音楽プロデューサー、レコーディングエンジニア